# .gf
.gf è il dominio di primo livello nazionale assegnato alla Guyana francese.
È amministrato da Canal+ Telecom.